# Szczucin
Szczecin è un comune rurale polacco del distretto di Dąbrowa, nel voivodato della Piccola Polonia.
Ricopre una superficie di 119,83 km² e nel 2007 contava 13 360 abitanti.